# Juan Alonso-Villalobos Solórzano
Juan Alonso-Villalobos Solórzano (1900-1974) fue un notario y político español, gobernador civil de las provincias de Jaén y Valladolid durante la dictadura franquista.

## Biografía
Nacido en 1900 en Aguilar de Campoo, era notario de profesión.
Procedente de Aguilar de Campoo, ejerció de gobernador civil de la provincia de Jaén entre 1943 y 1947; durante su mandato, fecundo en la creación de infraestructuras y las reconstrucciones de la guerra civil, se inauguró el pantano del Tranco.
Tras su cese en Jaén, fue destinado entonces a Valladolid también como gobernador civil de la provincia, desempeñando el cargo hasta 1951. Jefe provincial de FET y de las JONS en dicha provincia y consejero nacional, detentó en calidad de tal el cargo de procurador nato en las Cortes franquistas entre mayo de 1949 y julio de 1951. Su perfil político estaba en línea con la preponderancia de la tendencia falangista en la sucesión de los diferentes gobernadores civiles de Valladolid en la década de 1940.
Residente en el número 32 de la calle de Ordoño II de  León, falleció en dicha ciudad el 5 de abril de 1974.